# Umbuzeiro
Umbuzeiro est une ville brésilienne du sud-est de l'État de la Paraíba.
À l'origine simple halte pour les soldats cherchant un endroit à l'abri de la chaleur et du soleil, la ville fut réellement fondée en 1890. De nombreuses personnalités brésiliennes en sont originaires, telles Epitácio Pessoa, Francisco de Assis Chateaubriand Bandeira de Melo et João Pessoa Cavalcanti de Albuquerque.
Sa population était estimée à 9 173 habitants en 2007. La municipalité s'étend sur 181 km2.